# Seznam rusínských eparchů parmských
- Emil John Mihalik (1969–1984)
- Andrew Pataki (1984–1995)
- Basil Myron Schott, O.F.M. (1996–2002)
- John Michael Kudrick (2002–2016)
- Sede vacante (2016–2018)
- Milan Lach, S.I. (2018–2023)
- Robert Mark Pipta, od 31. srpna 2023